# Omalaspis
Omalaspis is een geslacht van vliesvleugelige insecten van de familie Figitidae.

## Soorten
- O. abnormis (Kieffer, 1901)
- O. carinata (Kieffer, 1901)
- O. cavroi (Hedicke, 1914)
- O. convexus Kierych, 1985
- O. davydovi Belizin, 1927
- O. femoralis Ionescu, 1963
- O. laevis Hedicke, 1914
- O. latreillii (Hartig, 1840)
- O. nigra (Hartig, 1840)
- O. norica Giraud, 1860
- O. ruficornis Thomson, 1877
- O. sulcata (Kieffer, 1901)